# Каманче
Каманче, кяманча (перс. کمانچه, азерб. kamança; дослівно з перської означає «маленький смичок») — старовинний народний струнний смичковий інструмент, поширений в Ірані, Азербайджані, Вірменії, Туреччині, а також Узбекистані, Туркменістані, Афганістані та в деяких країнах Близького Сходу. Споріднений зі скрипкою. Набув популярності під час правлінь династій Сефевідів та Каджар, вважаючись у той час одним з найважливіших музичних інструментів, який використовувався на офіційних церемоніях та майже під час усіх святкових дійств.
Традиційно каманче має три струни, проте інколи трапляються і чотириструнні каманче, а ще рідше — п'ятиструнні.
В Кашмірі відомий під назвою «кашмірський саз». В Таджикистані, як гиджак. В Іраку — джоза. В Туреччині — кабак кемане (буквально — скрипка з гарбуза).

#### Перське каманче

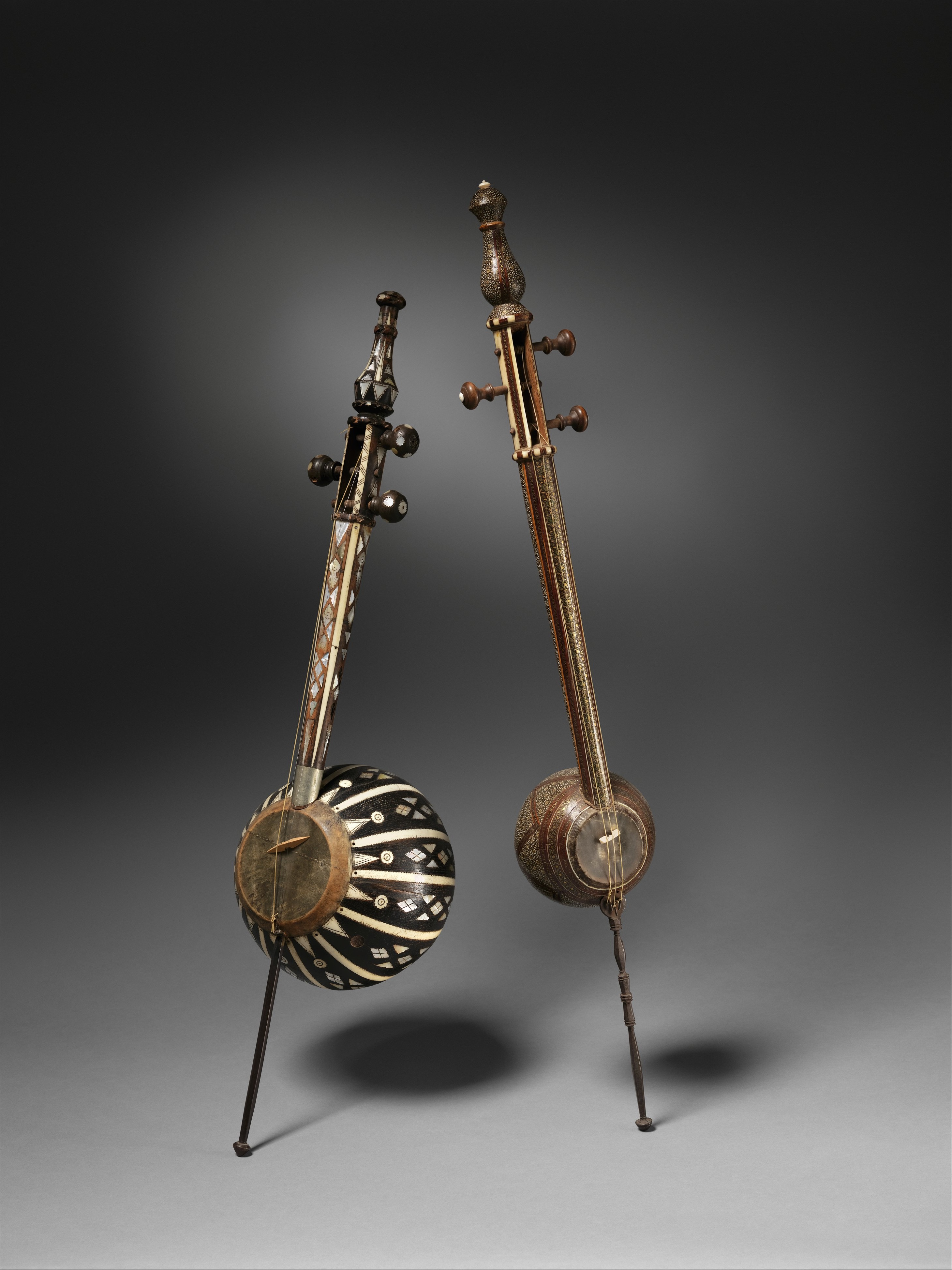
Перські каманчі, Музей мистецтва Метрополітен

Перська каманче  — інструмент поширений на Кавказі і в країнах Близького і Середнього Сходу. Корпус кеманчі круглий, виготовляється з дерева, іноді з кокосового горіху. Вважається, що саме цей інструмент — родоначальник всіх інших видів струнних смичкових регіону. Дерев'яна шийка пряма та має округлу форму, з великими кілками. Дека з тонкої зміїної, риб'ячої шкіри або бичачого міхура. Смичок лукоподібний з кінським волоссям. Існують двострунні (в Курдистані), триструнні (в Туреччині) і чотириструнні (в Ірані, Вірменії та Азербайджані інструменти), аж до шестиструнних.
У 1910 році знаменитий каманчіст-віртуоз Саша Оганезішвілі видозмінив досі триструнну кеманчу, додавши четверту струну, що дозволило значно розширити можливості інструменту і систематизувати методи гри. Кеманча — ідеальний інструмент для виконання як сольної, так і оркестрової музики. В основному виконавець грає сидячи, спираючи довгу металеву ніжку інструменту на підлогу або коліно, хоч деякі музиканти (такі як Андранік Арустамян) не використовують металеву ніжку, а тримають корпус інструменту на колінах.
Найчастіше чотириструнна каманча настроюється кварто-квінтовим методом «мі-ля-ля-мі», але не існує єдиного методу налаштування. У Тегерані, наприклад, кеманчу налаштовують так само, як і скрипку, по квінтах, «мі-ля-ре-соль».

#### Азербайджанська кяманча

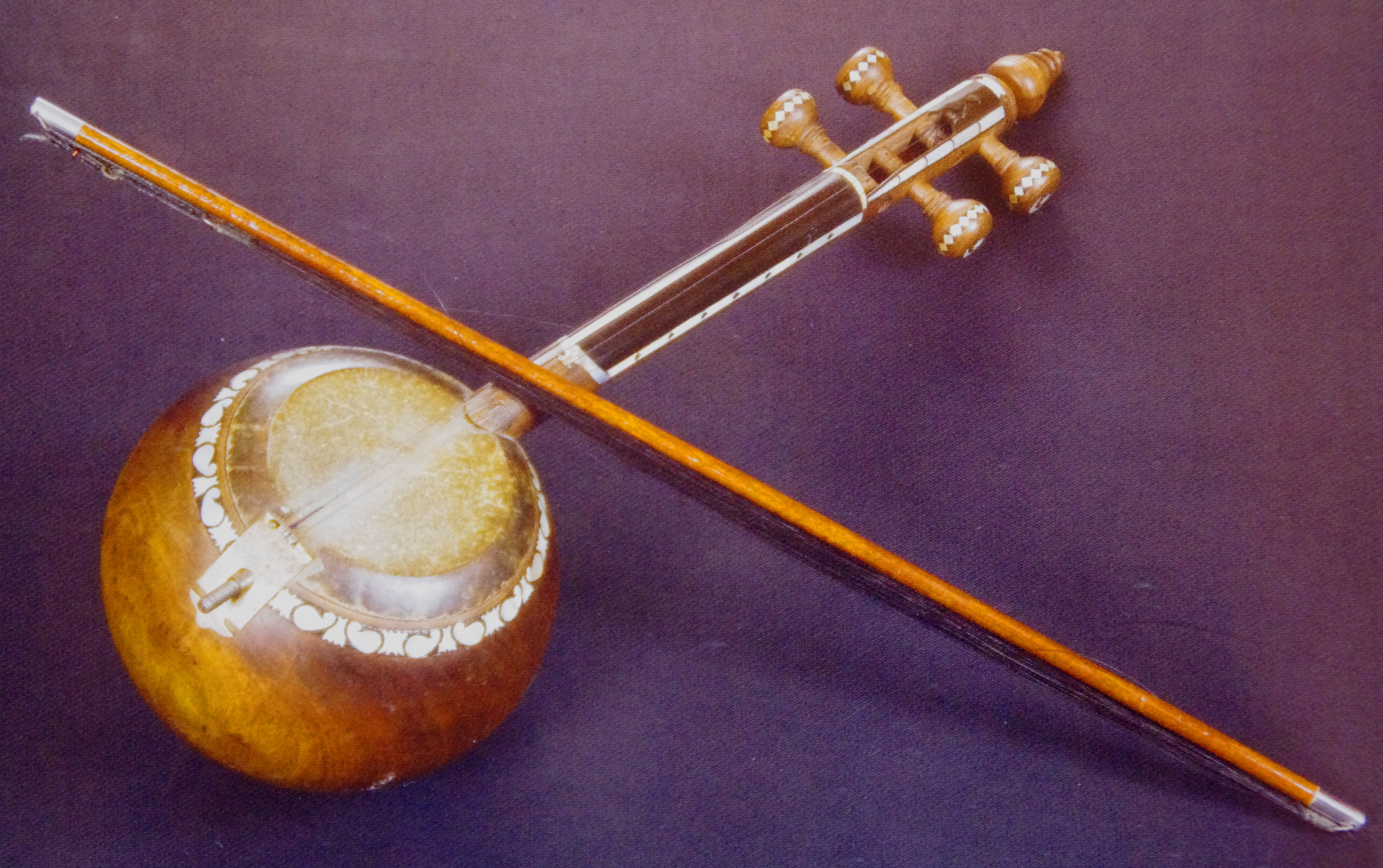
Азербайджанська кяманча в Азербайджанському державному музеї музичної культури

Складається азербайджанська кяманча з корпусу, грифа та шпиля, який проходить крізь внутрішню частину корпусу назовні та з'єднує обидві половини корпусу.
Перші старовинні зразки кяманчі виготовлялися з видовбаного гарбуза, індійського горіха та прикрашалися слоновою кісткою.
Корпус, гриф та колки кяманчі виготовляються на спеціальному верстаті. Важливою умовою гарного звучання інструменту є розрахунок відстані між грифом та струнами. Загальна довжина інструменту – 700 мм, висота корпусу – 175 мм, а ширина – 195 мм .
Німецький мандрівник Енгельберт Кемпфер, який мандрував територією сучасного Азербайджану на початку XVII століття, описує кяманчу як триструнний, а іноді чотириструнний інструмент, що видає прекрасне тембральні звучання.
Відомо, що в XIX столітті побутували три-, чотири-, і навіть п'ятиструнні різновиди кяманчі. В етнографічному фонді Музею історії Азербайджану, наприклад, зберігається примірник п'ятиструнної кяманчі XIX століття. У тому ж музеї експонується кяманча, що належала відомому композитору азербайджанському Зульфугару Гаджибекову. Корпус і гриф цієї триструнної кяманчі прикрашені натуральним перламутром. Особливістю цього інструменту є те, що частина корпусу виконана з вертикального зрізу деревини, яка обтягнена шкірою.
Кяманча незамінна при виконанні азербайджанського мугама, для якого потрібний ансамбль із трьох музикантів. Азербайджанське тріо складається з кяманчі, тара та співака, який також грає на дафі.

#### Вірменська каманча
У середньовічній Вірменії подібний до каманчі смичковий музичний інструмент, ймовірно, був відомий під назвою «джутак» (так і досі у Вірменії називають скрипку), згадка про який збереглася в поемі «Книга скорботних пісень» вірменського ченця та богослова Григора Нарекаці (X—XI ст.).

## Каманче в поезії та образотворчому мистецтві

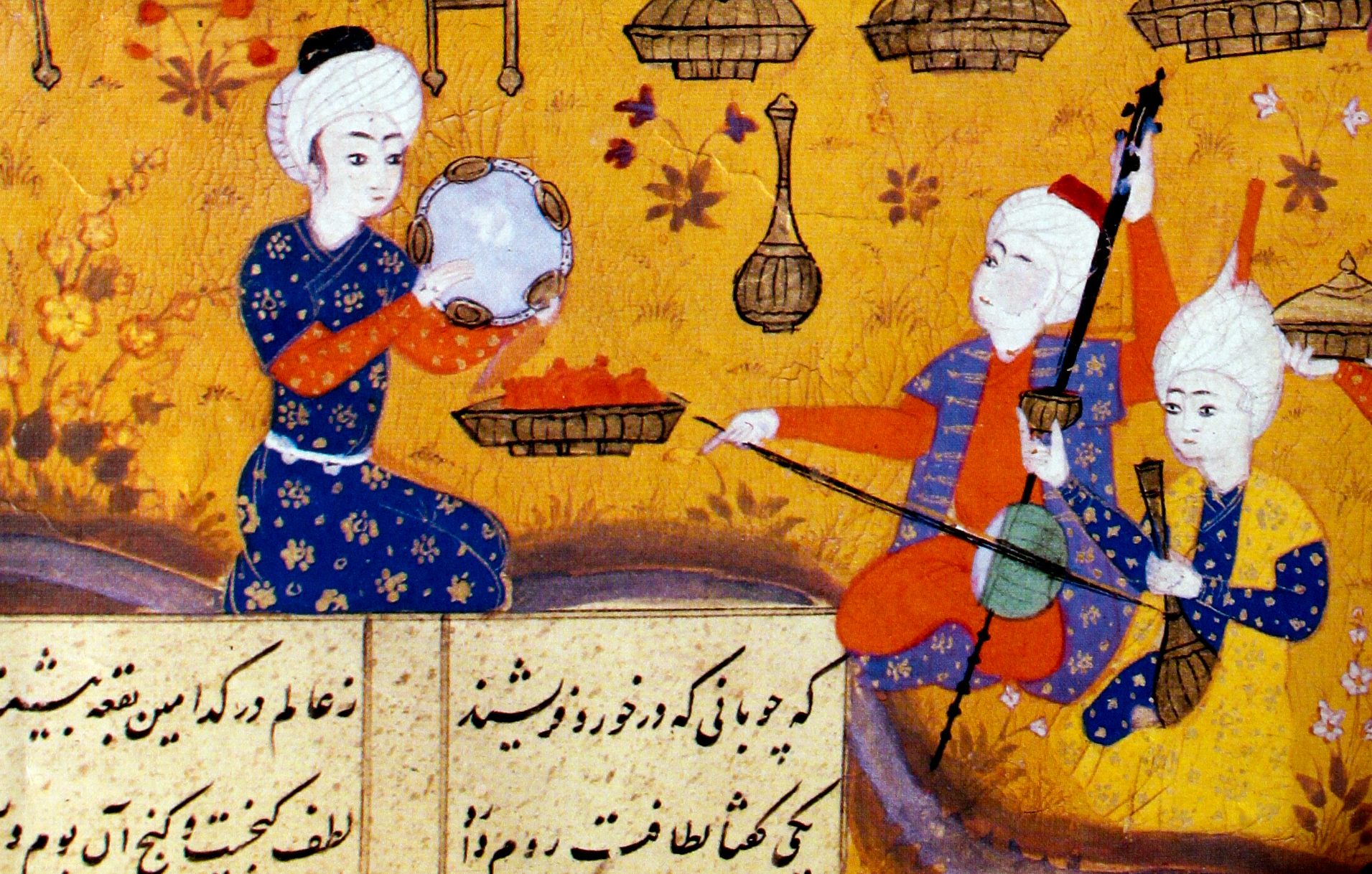
Тріо з кяманчі, дафа і барбата на мініатюрі XVI століття в книзі «Хосров і Ширін» Нізамі Гянджеві. 70-ті роки XVI століття

Ще у XII столітті великий перський поет Нізамі Гянджеві описує кяманчу у своїй поемі «Хосров і Ширін» як джерело божественної музики, яка змушує людей захоплюватися цим музичним інструментом. 
|  | ...Каман: як він горить, як він завиває...Оригінальний текст (азерб.) Kaman Musa kimi yanır, inləyir... |

Класик азербайджанської літератури Джаліл Мамедкулізаде — автор п'єси під назвою «Кяманча».
Зображення кяманчі зустрічається в мініатюрах середньовічних перських мініатюристів, зокрема, в мініатюрі художника тебрізької школи 16 століття Міра Сайїда Алі, названої «Музичний меджліс» (Музичні збори), кяманча зображена в складі ансамблю, що включає також барбат і деф.

## Кяманча у масовій культурі
Кяманча зображена на аверсі банкноті національної валюти Азербайджану номіналом в 1 азербайджанського маната (2006 та 2020 років друку).

## Культурна спадщина ЮНЕСКО
На 12-й сесії Міжурядового комітету ЮНЕСКО з охорони нематеріальної культурної спадщини, що відбулася 7 грудня 2017 року на острові Чеджудо Республіки Корея, виготовлення та виконавське мистецтво струнного музичного інструменту кеманча, спільно представлене Азербайджанською Республікою та Іраном, внесено до культурної спадщини ЮНЕСКО.

## Галерея

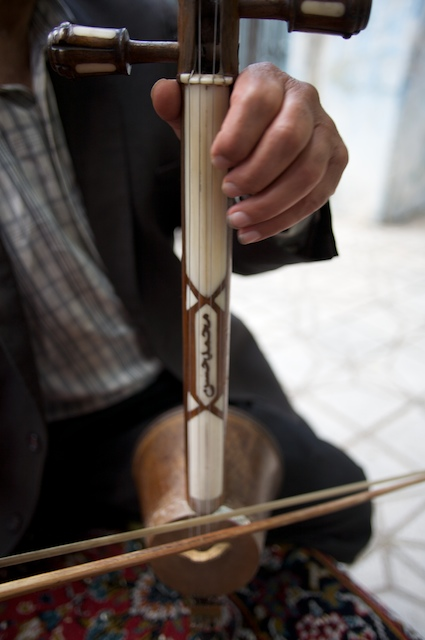
Іранський каманче
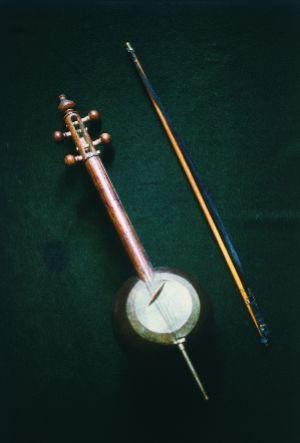
Вірменський каманче
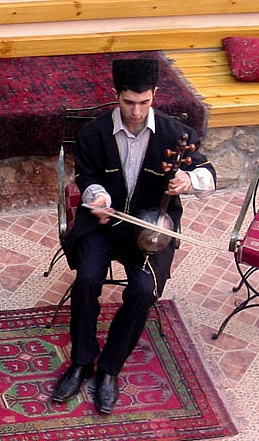
Азербайджанець грає на кяманче
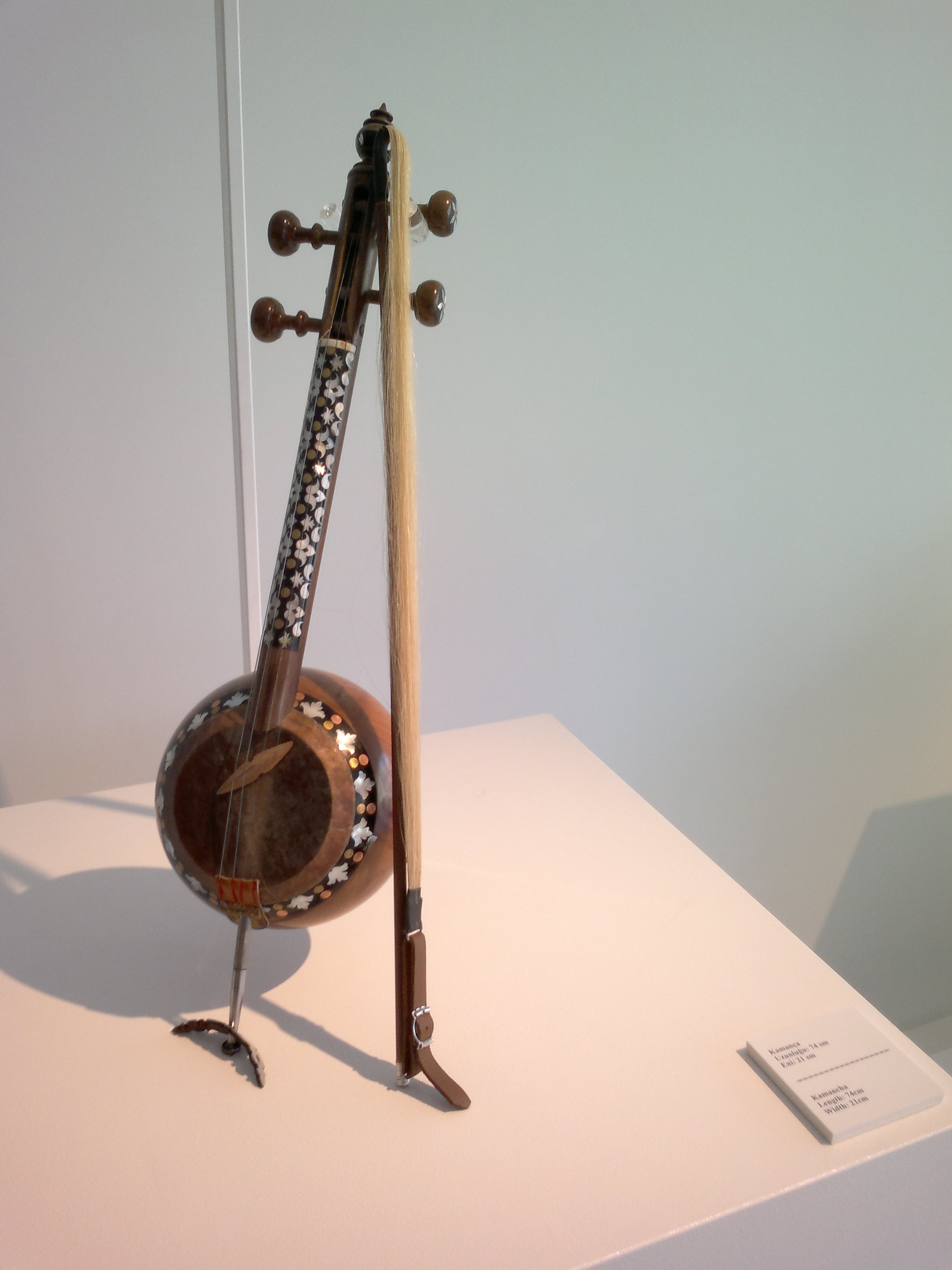
Азербайджанський музичний інструмент кяманча. Центр Гейдара Алієва, Баку
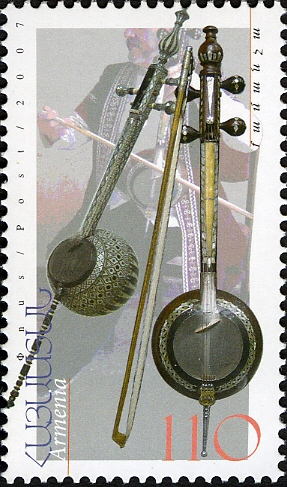
Кяманча на поштовій марці. Вірменія